# 김지은 (기상 캐스터)
김지은 (1985년 5월 25일 ~)은 대한민국의 전 기상 캐스터이다. 지금은 연합뉴스TV 기상캐스터의 활동을 끝마쳤다.

## 학력
- 숙명여자대학교 경제학과

## 경력
- 뉴스Y (기상캐스터)